# Ngôn ngữ lập trình

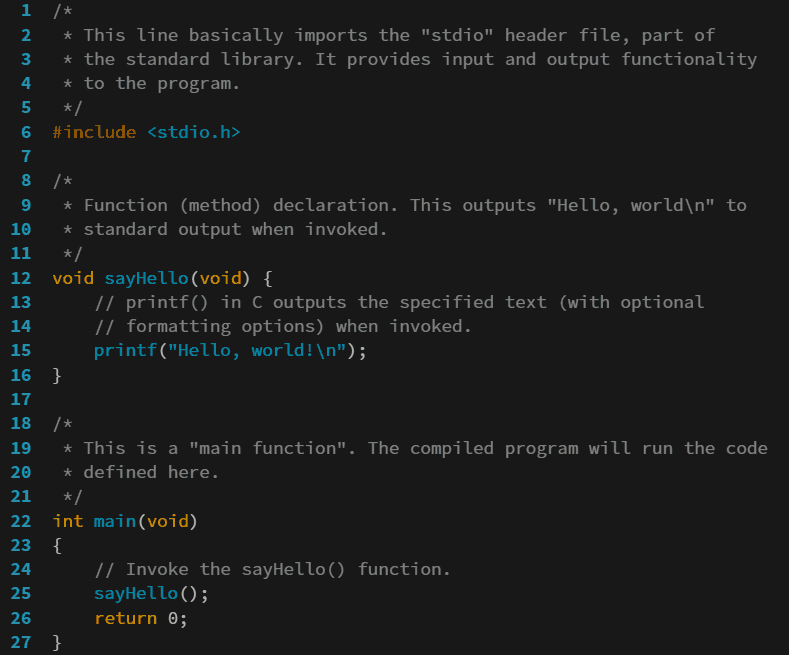
Mã nguồn của một chương trình máy tính đơn giản được viết bằng ngôn ngữ lập trình C. Khi được biên dịch và chạy, nó sẽ cho kết quả "Hello, world!".

Ngôn ngữ lập trình (tiếng Anh: programming language) là ngôn ngữ hình thức bao gồm một tập hợp các lệnh tạo ra nhiều loại đầu ra khác nhau. Ngôn ngữ lập trình được sử dụng trong lập trình máy tính để thực hiện các thuật toán.
Hầu hết các ngôn ngữ lập trình bao gồm các lệnh cho máy tính. Có những máy lập trình sử dụng một tập hợp các lệnh cụ thể, thay vì các ngôn ngữ lập trình chung chung. Kể từ đầu những năm 1800, các chương trình đã được sử dụng để định hướng hoạt động của máy móc như khung dệt Jacquard, hộp nhạc và đàn piano cơ. Các chương trình cho những máy này (chẳng hạn như cuộn giấy của đàn piano) không tạo ra các hành vi khác nhau để đáp ứng với các đầu vào hoặc điều kiện khác nhau.
Hàng nghìn ngôn ngữ lập trình khác nhau đã được tạo ra và nhiều ngôn ngữ lập trình khác đang được tạo ra hàng năm. Nhiều ngôn ngữ lập trình được viết dưới dạng mệnh lệnh (tức là một chuỗi các thao tác phải thực hiện) trong khi các ngôn ngữ khác sử dụng dạng khai báo (tức là kết quả mong muốn được chỉ định chứ không phải cách thức làm ra nó).
Mô tả của một ngôn ngữ lập trình thường được chia thành hai thành phần cú pháp (hình thức) và ngữ nghĩa (ý nghĩa). Một số ngôn ngữ được xác định bởi tài liệu đặc tả (ví dụ: ngôn ngữ lập trình C được chỉ định bởi Tiêu chuẩn ISO) trong khi các ngôn ngữ khác (chẳng hạn như Perl) có cách triển khai chi phối được coi là tham chiếu. Một số ngôn ngữ có cả hai, với ngôn ngữ cơ bản được xác định bởi một tiêu chuẩn và các phần mở rộng được lấy từ việc triển khai chi phối là phổ biến.
Lý thuyết ngôn ngữ lập trình là một lĩnh vực con của khoa học máy tính nghiên cứu về thiết kế, sự thực hiện, phân tích, đặc điểm và phân loại của các ngôn ngữ lập trình.

## Định nghĩa
Ngôn ngữ lập trình là một ký hiệu để viết chương trình, là các đặc tả của một phép tính hoặc thuật toán. Một số tác giả hạn chế thuật ngữ "ngôn ngữ lập trình" đối với những ngôn ngữ có thể thể hiện tất cả các thuật toán có thể. Các đặc điểm thường được coi là quan trọng đối với những gì cấu thành một ngôn ngữ lập trình bao gồm:
Chức năng và mục tiêu
Ngôn ngữ lập trình máy tính là ngôn ngữ được sử dụng để viết các chương trình máy tính, liên quan đến việc một máy tính thực hiện một số loại tính toán hoặc thuật toán và có thể điều khiển các thiết bị bên ngoài như máy in, ổ đĩa, robot,... Ví dụ, các chương trình PostScript thường được tạo bởi một chương trình khác để điều khiển máy in hoặc màn hình máy tính. Tổng quát hơn, một ngôn ngữ lập trình có thể mô tả tính toán trên một số máy, có thể là trừu tượng. Người ta thường chấp nhận rằng một đặc tả hoàn chỉnh cho một ngôn ngữ lập trình bao gồm một mô tả, có thể được lý tưởng hóa, về một máy hoặc bộ xử lý cho ngôn ngữ đó. Trong hầu hết các ngữ cảnh thực tế, một ngôn ngữ lập trình liên quan đến máy tính; do đó, các ngôn ngữ lập trình thường được định nghĩa và nghiên cứu theo cách này. Ngôn ngữ lập trình khác với ngôn ngữ tự nhiên ở chỗ ngôn ngữ tự nhiên chỉ được sử dụng để tương tác giữa con người với nhau, trong khi ngôn ngữ lập trình cũng cho phép con người truyền đạt các hướng dẫn cho máy móc.
Tóm tắt
Ngôn ngữ lập trình thường chứa các trừu tượng để xác định và thao tác với cấu trúc dữ liệu hoặc kiểm soát luồng thực thi. Sự cần thiết thực tế mà một ngôn ngữ lập trình hỗ trợ đầy đủ trừu tượng được thể hiện bằng nguyên tắc trừu tượng. Nguyên tắc này đôi khi được xây dựng như một khuyến nghị cho lập trình viên để sử dụng hợp lý những điều trừu tượng đó.
Sức mạnh biểu đạt
Lý thuyết tính toán phân loại ngôn ngữ theo các tính toán mà chúng có khả năng diễn đạt. Tất cả các ngôn ngữ hoàn chỉnh của Turing có thể triển khai cùng một bộ thuật toán. ANSI/ISO SQL-92 và Charity là những ví dụ về ngôn ngữ chưa hoàn chỉnh Turing, nhưng thường được gọi là ngôn ngữ lập trình.
Các ngôn ngữ đánh dấu như XML, HTML hoặc troff, xác định dữ liệu có cấu trúc, thường không được coi là ngôn ngữ lập trình. Tuy nhiên, ngôn ngữ lập trình có thể chia sẻ cú pháp với các ngôn ngữ đánh dấu nếu ngữ nghĩa tính toán được xác định. Ví dụ, XSLT là một ngôn ngữ hoàn chỉnh Turing hoàn toàn sử dụng cú pháp XML. Hơn nữa, LaTeX, phần lớn được sử dụng để cấu trúc tài liệu, cũng chứa một tập con hoàn chỉnh Turing.
Thuật ngữ ngôn ngữ máy tính đôi khi được sử dụng thay thế cho ngôn ngữ lập trình. Tuy nhiên, cách sử dụng của cả hai thuật ngữ khác nhau giữa các tác giả, bao gồm cả phạm vi chính xác của mỗi thuật ngữ. Một cách sử dụng mô tả các ngôn ngữ lập trình như một tập hợp con của các ngôn ngữ máy tính. Tương tự như vậy, các ngôn ngữ được sử dụng trong máy tính có mục tiêu khác với mục đích thể hiện các chương trình máy tính là các ngôn ngữ máy tính được chỉ định chung. Ví dụ, các ngôn ngữ đánh dấu đôi khi được gọi là ngôn ngữ máy tính để nhấn mạnh rằng chúng không được sử dụng để lập trình.
Một cách sử dụng khác coi ngôn ngữ lập trình là cấu trúc lý thuyết để lập trình máy trừu tượng và ngôn ngữ máy tính là tập hợp con của chúng chạy trên máy tính vật lý có tài nguyên phần cứng hữu hạn. John C. Reynolds nhấn mạnh rằng các ngôn ngữ đặc tả hình thức cũng giống như các ngôn ngữ lập trình giống như các ngôn ngữ dùng để thực thi. Ông cũng lập luận rằng các định dạng đầu vào văn bản và thậm chí đồ họa ảnh hưởng đến hoạt động của máy tính là ngôn ngữ lập trình, mặc dù thực tế là chúng thường không hoàn chỉnh và nhận xét rằng sự thiếu hiểu biết về các khái niệm ngôn ngữ lập trình là lý do dẫn đến nhiều sai sót trong các định dạng đầu vào.

## Lịch sử

### Phát triển ban đầu
Các máy tính rất sơ khai, chẳng hạn như Colossus, được lập trình mà không cần sự trợ giúp của chương trình được lưu trữ, bằng cách sửa đổi mạch điện của chúng hoặc thiết lập các kho các rơ le điều khiển vật lý.
Sau đó một chút, các chương trình có thể được viết bằng ngôn ngữ máy, trong đó lập trình viên viết từng lệnh dưới dạng số mà phần cứng có thể thực thi trực tiếp. Ví dụ: lệnh thêm giá trị vào hai vị trí bộ nhớ có thể bao gồm 3 số: một "mã opcode" chọn thao tác "cộng" và hai vị trí bộ nhớ. Các chương trình, ở dạng thập phân hoặc nhị phân, được đọc từ thẻ đục lỗ, băng giấy, băng từ hoặc được chuyển vào trên các công tắc trên bảng điều khiển phía trước của máy tính. Ngôn ngữ máy sau này được gọi là ngôn ngữ lập trình thế hệ thứ nhất (1GL).
Bước tiếp theo là sự phát triển của cái gọi là ngôn ngữ lập trình thế hệ thứ hai (2GL) hoặc hợp ngữ, những ngôn ngữ này vẫn được gắn chặt với kiến trúc tập lệnh của máy tính cụ thể. Những điều này phục vụ cho việc làm cho chương trình dễ đọc hơn nhiều và giúp người lập trình giảm bớt các tính toán địa chỉ tẻ nhạt và dễ xảy ra lỗi.
Các ngôn ngữ lập trình cấp cao đầu tiên, hoặc ngôn ngữ lập trình thế hệ thứ ba (3GL), được viết vào những năm 1950. Một ngôn ngữ lập trình cấp cao ban đầu được thiết kế cho máy tính là Plankalkül, được phát triển cho Z3 của Đức bởi Konrad Zuse từ năm 1943 đến năm 1945. Tuy nhiên, nó đã không được thực hiện cho đến năm 1998 và 2000.
Mã ngắn của John Mauchly, được đề xuất vào năm 1949, là một trong những ngôn ngữ cấp cao đầu tiên từng được phát triển cho máy tính điện tử. Không giống như mã máy, các câu lệnh mã ngắn biểu diễn các biểu thức toán học ở dạng dễ hiểu. Tuy nhiên, chương trình phải được dịch sang mã máy mỗi khi nó chạy, làm cho quá trình chạy chậm hơn nhiều so với chạy mã máy tương đương.
Tại Đại học Manchester, Alick Glennie đã phát triển Autocode vào đầu những năm 1950. Là một ngôn ngữ lập trình, nó sử dụng một trình biên dịch để tự động chuyển đổi ngôn ngữ thành mã máy. Mã và trình biên dịch đầu tiên được phát triển vào năm 1952 cho máy tính Mark 1 tại Đại học Manchester và được coi là ngôn ngữ lập trình cấp cao được biên dịch đầu tiên.
Mã tự động thứ hai được RA Brooker phát triển cho Mark 1 vào năm 1954 và được gọi là "Mã tự động Mark 1". Brooker cũng đã phát triển một mã tự động cho Ferranti Mercury vào những năm 1950 cùng với Đại học Manchester. Phiên bản cho EDSAC 2 được phát minh bởi DF Hartley của Phòng thí nghiệm Toán học Đại học Cambridge vào năm 1961. Được gọi là Mã tự động EDSAC 2, nó là sự phát triển trực tiếp từ Mã tự động của Mercury được điều chỉnh cho phù hợp với hoàn cảnh địa phương và được chú ý vì khả năng tối ưu hóa mã đối tượng và chẩn đoán ngôn ngữ nguồn đã được cải tiến vào thời điểm đó. Là một chuỗi phát triển hiện đại nhưng riêng biệt, Atlas Autocode được phát triển cho máy Atlas 1 của Đại học Manchester.
Năm 1954, FORTRAN được John Backus phát minh ra tại IBM. Nó là ngôn ngữ lập trình mục đích chung cấp cao đầu tiên được sử dụng rộng rãi để có một triển khai chức năng, thay vì chỉ là một thiết kế trên giấy. Nó vẫn là một ngôn ngữ phổ biến cho tính toán hiệu suất cao và được sử dụng cho các chương trình đánh giá và xếp hạng các siêu máy tính nhanh nhất thế giới.
Một ngôn ngữ lập trình ban đầu khác được phát minh bởi Grace Hopper ở Mỹ, được gọi là FLOW-MATIC. Nó được phát triển cho UNIVAC I tại Remington Rand trong thời gian từ năm 1955 đến năm 1959. Hopper nhận thấy rằng khách hàng xử lý dữ liệu kinh doanh không thoải mái với ký hiệu toán học, và vào đầu năm 1955, bà và nhóm của mình đã viết một đặc tả cho một ngôn ngữ lập trình tiếng Anh và thực hiện một nguyên mẫu. Trình biên dịch FLOW-MATIC được công bố rộng rãi vào đầu năm 1958 và về cơ bản hoàn thành vào năm 1959. FLOW-MATIC có ảnh hưởng lớn trong việc thiết kế COBOL, vì chỉ có nó và hậu duệ trực tiếp của nó là AIMACO được sử dụng thực tế vào thời điểm đó.

## Đặc điểm chung của ngôn ngữ lập trình
Mỗi ngôn ngữ lập trình có thể được xem như là một tập hợp của các chi tiết kỹ thuật chú trọng đến cú pháp, từ vựng, và ý nghĩa của ngôn ngữ.
Những chi tiết kỹ thuật này thường bao gồm:
- Dữ liệu và cấu trúc dữ liệu
- Câu lệnh và dòng điều khiển
- Các tên và các tham số
- Các cơ chế tham khảo và sự tái sử dụng

Đối với các ngôn ngữ phổ biến hoặc có lịch sử lâu dài, người ta thường tổ chức các hội thảo chuẩn hoá nhằm tạo ra và công bố các tiêu chuẩn chính thức cho ngôn ngữ đó, cũng như thảo luận về việc mở rộng, bổ sung cho các tiêu chuẩn trước đó.
Ví dụ: Với ngôn ngữ C++, hội đồng tiêu chuẩn ANSI C++ và ISO C++ đã tổ chức đến 13 cuộc hội thảo để điều chỉnh và nâng cấp ngôn ngữ này. (Xem thêm Comeau.Computing. Đối với các ngôn ngữ lập trình web như JavaScript, ta có chuẩn ECMA, W3C.

### Các kiểu dữ liệu
Một hệ thống đặc thù mà theo đó các dữ liệu được tổ chức sắp xếp trong một chương trình gọi là hệ thống kiểu của ngôn ngữ lập trình. Việc thiết kế và nghiên cứu các hệ thống kiểu được biết như là lý thuyết kiểu.
Nhiều ngôn ngữ định nghĩa sẵn các kiểu dữ liệu thông dụng như:
- integer: rất thông dụng, được dùng để biểu diễn các số nguyên.
- char: biểu diễn các ký tự đơn lẻ.
- string: biểu diễn chuỗi các ký tự, hay còn gọi là chuỗi, để tạo thành câu hay cụm từ.

Ví dụ: trong C/C++, kiểu số nguyên thông dụng có tên là int và chiếm 4 byte trong hầu hết trình dịch 32-bit; kiểu chuỗi là một dãy các char, với ký tự NULL (hay '\0') ở vị trí chuỗi kết thúc – dãy có thể dài hơn chuỗi nó lưu trữ.
Ví dụ: trong C, ta không thể dùng phép tính + trên kiểu dữ liệu string (tức là char * hay char []). 
Hầu hết các ngôn ngữ có kiểu tĩnh thông dụng như C, C++, Java, D, Delphi, và C# đều đòi hỏi người lập trình kê khai rõ ràng kiểu của dữ liệu. Những người ủng hộ việc này cho rằng nó sẽ giúp ngôn ngữ rõ ràng hơn.
Các ngôn ngữ có kiểu tĩnh lại được chia ra thành hai loại:
1. Ngôn ngữ kiểu khai báo, tức là sự thông báo của biến và hàm đều được khai báo riêng về kiểu của nó.
Ví dụ điển hình của loại này là Pascal, Java, C, hay C++.
2. Còn lại là ngôn ngữ loại suy đoán kiểu. Trong đó các biến và hàm có thể không cần được khai báo từ trước.
Linux BASH và PHP là hai ví dụ trong những kiểu này.
Suy đoán kiểu là một cơ chế mà ở đó các đặc tả về kiểu thường có thể bị loại bỏ hoàn toàn nếu có thể được, nhằm giúp cho trình dịch dễ dàng tự đoán các kiểu của các giá trị từ ngữ cảnh mà các giá trị đó được sử dụng. Ví dụ một biến được gán giá trị 1 thì trình dịch loại suy đoán kiểu không cần khai báo riêng rằng đó là một kiểu integer. Các ngôn ngữ suy đoán kiểu linh hoạt hơn trong sử dụng, đặc biệt khi chúng lắp đặt sự đa dạng hoá các tham số. Ví dụ của ngôn ngữ loại này là Haskell, MUMPS và ML.

Lưu ý:
- Các khái niệm về kiểu mạnh hay yếu có tính tương đối. Java là ngôn ngữ có kiểu mạnh đối với C nhưng yếu đối với ML. Tùy theo cách nhìn mà các khái niệm đó được dùng, nó tương tự như việc xem ngôn ngữ ASM là ở cấp thấp hơn ngôn ngữ C; trong khi Java lại là ngôn ngữ ở mức cao hơn C.
- Hai khái niệm tĩnh và mạnh cũng không đối lập nhau. Java là ngôn ngữ có kiểu mạnh và tĩnh. C là ngôn ngữ có kiểu yếu và tĩnh. Trong khi đó, Python là ngôn ngữ có kiểu mạnh và động. Tcl lại là ngôn ngữ có kiểu yếu và động. Cũng nên biết trước rằng có nhiều người đã dùng sai các khái niệm trên và cho rằng kiểu mạnh là kiểu tĩnh cộng với mạnh. Lầm lẫn hơn, họ còn cho rằng ngôn ngữ C có kiểu mạnh mặc dù rằng C không hề bắt nhiều loại lỗi về việc dùng sai kiểu.

### Cấu trúc của dữ liệu
Hầu hết các ngôn ngữ đều cung cấp các cách thức để lắp ráp các cấu trúc dữ liệu phức tạp từ các kiểu sẵn có và để liên kết các tên với các kiểu mới kết hợp (dùng các kiểu mảng, danh sách, hàng đợi, ngăn xếp hay tập tin).
Các ngôn ngữ hướng đối tượng cho phép lập trình viên định nghĩa các kiểu dữ liệu mới gọi là đối tượng. trong nội bộ các đối tượng đó có riêng các hàm và các biến (và thường được gọi theo thứ tự là các phương thức và các thuộc tính). Một chương trình có định nghĩa các đối tượng sẽ cho phép các đối tượng đó thực thi như là các chương trình con độc lập nhưng lại tương tác nhau. Các tương tác này có thể được thiết kế trong lúc viết mã để mô hình hóa và mô phỏng theo đời sống thật của các đối tượng. Nói một cách đơn giản, các ngôn ngữ hướng đối tượng đã được cho thêm sức sống để có riêng những tính năng hoạt động và tương tác với thế giới bên ngoài. Ngoài ra, các đối tượng còn có thêm các đặc tính như là thừa kế và đa hình. Điều này là một ưu thế trong việc dùng ngôn ngữ loại này để mô tả các đối tượng của thế giới thực.

### Các mệnh lệnh và dòng điều khiển
Khi dữ liệu đã được định rõ, máy tính phải được chỉ thị làm thế nào để tiến hành các phép toán trên dữ liệu đó. Những mệnh đề cơ bản có thể được cấu trúc thông qua việc sử dụng các từ khóa (đã được định nghĩa bởi ngôn ngữ lập trình) hoặc là có thể tạo thành từ việc dùng và kết hợp các cấu trúc ngữ pháp hay cú pháp đã được định nghĩa. Những mệnh đề cơ bản này gọi là các câu lệnh.
Tùy theo ngôn ngữ, các câu lệnh có thể được kết hợp với nhau theo trật tự nào đó. Điều này cho phép thiết lập được các chương trình thực hiện được nhiều chức năng. Xa hơn, ngoài các câu lệnh để thay đổi và điều chỉnh dữ liệu, còn có những kiểu câu lệnh dùng để điều khiển dòng xử lý của máy tính như là phân nhánh, định nghĩa bởi nhiều trường hợp, vòng lặp, hay kết hợp các chức năng. Đây là các thành tố không thể thiếu của một ngôn ngữ lập trình.

### Các tên và các tham số
Muốn cho chương trình thi hành được thì phải có phương pháp xác định được các vùng trống của bộ nhớ để làm kho chứa dữ liệu. Phương pháp được biết nhiều nhất là thông qua tên của các biến. Tùy theo ngôn ngữ, các vùng trống gián tiếp có thể bao gồm các tham chiếu, mà thật ra, chúng là các con trỏ (pointer) chỉ đến những vùng chứa khác của bộ nhớ, được cài đặt trong các biến hay nhóm các biến. Phương pháp này gọi là đặt tên kho nhớ.
Tương tự với phương pháp đặt tên kho nhớ, là phương pháp đặt tên những nhóm của các chỉ thị. Trong hầu hết các ngôn ngữ lập trình, đều có cho phép gọi đến các macro hay các chương trình con như là các câu lệnh để thi hành nội dung mô tả trong các macro hay chương trình con này thông qua tên. Việc dùng tên như thế này cho phép các chương trình đạt tới một sự linh hoạt cao và có giá trị lớn trong việc tái sử dụng mã nguồn (vì người viết mã không cần phải lặp lại những đoạn mã giống nhau mà chỉ việc định nghĩa các macro hay các chương trình con.)
Các tham chiếu gián tiếp đến các chương trình khả dụng hay các bộ phận dữ liệu đã được xác định từ trước cho phép nhiều ngôn ngữ định hướng ứng dụng tích hợp được các thao tác khác nhau.

### Cơ chế tham khảo và việc tái sử dụng mã nguồn
Mỗi ngôn ngữ lập trình đều có một bộ các cú pháp quy định việc lập trình sao cho mã nguồn được thực thi. Theo đó, mỗi nhà sản xuất ngôn ngữ lập trình sẽ cung cấp một bộ các cấu trúc ngữ pháp cho các câu lệnh, một khối lượng lớn các từ vựng quy ước được định nghĩa từ trước, và một số lượng các thủ tục hay hàm cơ bản. Ngoài ra, để giúp lập trình viên dễ dàng sử dụng, nhà sản xuất còn phải cung cấp các tài liệu tra cứu về đặc tính của ngôn ngữ mà họ phát hành. Những tài liệu tra cứu này bao gồm hầu hết các đặc tả, tính chất, các tên (hay từ khoá) mặc định, phương pháp sử dụng, và nhiều khi là các mã nguồn để làm ví dụ. Do sự không thống nhất trong các ý kiến về việc thiết kế và sử dụng từng ngôn ngữ nên có thể xảy ra trường hợp mã nguồn của cùng một ngôn ngữ chạy được cho phần mềm dịch này nhưng không tương thích được với phần mềm dịch khác. Ví dụ là các mã nguồn C viết cho Microsoft C (phiên bản 6.0) có thể không chạy được khi dùng trình dịch Borland (phiên bản 4.5) nếu không biết cách thức điều chỉnh. Đây cũng là nguyên do của các kỳ hội nghị chuẩn hóa ngôn ngữ lập trình. Ngoài công việc chính là phát triển ngôn ngữ đặc thù, hội nghị còn tìm cách thống nhất hóa ngôn ngữ bằng cách đưa ra các tiêu chuẩn, các khuyến cáo thay đổi về ngôn ngữ trong tương lai hay các đổi mới về cú pháp của ngôn ngữ.
Những đổi mới về tiêu chuẩn của một ngôn ngữ mặt khác lại có thể gây ra các hiệu ứng phụ. Đó là việc mã nguồn của một ngôn ngữ dùng trong phiên bản cũ không tương thích được với phần mềm dịch dùng tiêu chuẩn mới hơn. Đây cũng là một việc cần lưu tâm cho những người lập trình. Trường hợp điển hình nhất là việc thay đổi phiên bản về ngôn ngữ Visual Basic của Microsoft. Các mã nguồn của phiên bản 6.0 có thể sẽ không dịch được nếu dùng phiên bản mới hơn. Lý do là nhà thiết kế đã thay đổi kiến trúc của VisualBasic để nâng cao và cung cấp thêm các chức năng mới về lập trình theo định hướng đối tượng cho ngôn ngữ này.
Thay vào việc tái sử dụng mã nguồn thì cũng có các hướng phát triển khác nhằm tiết kiệm công sức cho người lập trình mà hai hướng chính là:
- Việc ra đời của các bytecode mà điển hình là ngôn ngữ Java. Với Java thì mã nguồn sẽ được dịch thành một ngôn ngữ trung gian khác gọi là bytecode. Mã của bytecode một lần nữa sẽ được phần mềm thông dịch thực thi, phần mềm này gọi là máy ảo. Các máy ảo được cài đặt sẵn trên các máy tính và được cung cấp miễn phí. Tùy theo hệ điều hành mà có thể cài đặt máy ảo thích hợp. Do đó, cùng một nguồn Java bytecode có thể chạy trong bất cứ hệ điều hành nào miễn là hệ điều hành đó có cài đặt sẵn máy ảo Java. Việc này tiết kiệm rất nhiều công sức cho lập trình viên vì họ không phải viết mã Java khác nhau cho mỗi hệ điều hành.
- Tận dụng tính chất thừa kế của các lớp (class) trong các ngôn ngữ hướng đối tượng. Theo kiểu thiết kế này, một đối tượng có thể thụ hưởng các đặc tính mà các thế hệ trước của chúng đã có. Do đó, khi phát triển phần mềm mới theo cấu trúc của các lớp, người ta chỉ cần tạo thêm các lớp con (subclass) có nhiều tính năng mới hơn. Điều này giúp giảm bớt công sức vì không phải phát triển lại từ đầu. (Lưu ý: Java cũng là một loại ngôn ngữ hướng đối tượng nên nó có luôn ưu thế này.)

### Triết lý của các thiết kế
Tùy theo mục đích của ngôn ngữ mà chúng được thiết kế để tạo điều kiện giải quyết những vấn đề mà ngôn ngữ đó hướng tới. Những chức năng này làm cho một ngôn ngữ có thể tiện lợi để dùng phát triển loại phần mềm này nhưng có thể khó để phát triển loại phần mềm khác.
Hầu hết các ngôn ngữ đòi hỏi sự chính xác cao về mặt cú pháp. Các ngôn ngữ không cho phép có lỗi. Mặc dù vậy, một số ít ngôn ngữ cũng cho phép tự điều chỉnh trong một mức độ khá cao, khi đó chương trình tự viết lại để xử lý những trường hợp mới. Các ngôn ngữ như Prolog, PostScript và các thành viên trong họ ngôn ngữ Lisp có khả năng này. Trong ngôn ngữ MUMPS, kỹ thuật này gọi là tái biên dịch động. Các phần mềm mô phỏng và nhiều máy ảo (virtual machine) khai thác kỹ thuật này để có hiệu suất cao.
Một yếu tố liên quan đến triết lý thiết kế là có một số ngôn ngữ vì muốn tạo sự dễ dàng cho người mới dùng, đã không phân biệt việc viết chữ hoa hay không. Pascal và Basic là hai ngôn ngữ không phân biệt việc một ký tự có viết hoa hay không, trái lại trong C/C++, Java, PHP, Perl, BASH đều bắt buộc phải bảo đảm việc viết đúng y hệt như lúc khai báo cho các tên.

## Các thành tố căn bản của một ngôn ngữ

### Các dạng câu lệnh
Câu lệnh là một thành tố quan trọng nhất của mọi ngôn ngữ lập trình. Tùy theo ngôn ngữ các câu lệnh đều phải tuân theo các trật tự sắp xếp của các từ khóa, tham số, biến và các định danh khác như các macro, hàm, thủ tục cũng như các quy ước khác. Tập hợp trật tự và quy tắc đó tạo thành cú pháp của ngôn ngữ lập trình. Các dạng câu lệnh bao gồm
- Định nghĩa: Dạng câu lệnh này cho phép xác định một kiểu dữ liệu mới hay một hằng. Lưu ý là trong các ngôn ngữ lập trình định hướng đối tượng thì mỗi lớp đều có thể là một kiểu dữ liệu mới do đó việc tạo ra một lớp mới tức là đã dùng câu lệnh kiểu định nghĩa.

Ví dụ: Trong C hay C++, câu lệnh #define PI 3.1415927 sẽ cho phép định nghĩa tên (macro) PI với giá trị không đổi là 3,1415927.
- Khai báo: Cũng gần giống như dạng định nghĩa, dạng khai báo cho phép người lập trình chính thức thông báo về sự ra đời của một biến, hay một tên (tên hàm chẳng hạn). Thông thường, đối với ngôn ngữ tĩnh, tên hàm hay biến mới đều phải có phần cho biết kiểu dữ liệu của biến hay hàm. Tuy nhiên, điều này không bắt buộc với ngôn ngữ động. Ngoài ra, các khai báo đôi khi còn cho phép các biến gán một giá trị ban đầu nhưng thường thì việc này cũng không bắt buộc. (Xem thêm loại câu lệnh gán giá trị). Đối với nhiều ngôn ngữ thì việc khai báo có thể cho phép chương trình đó được cấp thêm một phần bộ nhớ dự trữ riêng cho các biến (hay các đối tượng) đăng ký tên trong câu lệnh khai báo.

Ví dụ:
Trong Java hay C/C++, câu lệnh int line_number = 0;  thuộc loại khai báo
Trong Perl hay PHP, câu lệnh $my_var;  thuộc loại khai báo
- Gán giá trị là loại câu lệnh cho phép viết giá trị cụ thể vào các biến. Có thể có các giới hạn khác nhau trong việc gán giá trị này (chẳng hạn như phải tương thích về kiểu dữ liệu hay trường hợp nếu biến có các kiểu đặc biệt thì phải dùng đến các hàm hay các thủ tục để gán giá trị cho chúng).

Ví dụ:
Trong ASM, câu lệnh mov AX, 21h sẽ gán giá trị 21h lên thanh AX
Trong Java hay C/C++, câu lệnh i = j; sẽ gán giá trị đang có của biến j cho biến i
- Kết hợp: Hầu hết các ngôn ngữ đều cho phép thiết lập câu lệnh mới từ nhiều câu lệnh. Lưu ý: Cần dựa theo cú pháp của từng ngôn ngữ để làm việc này.

Ví dụ:Trong văn lệnh BASH hai câu lệnh xóa các tệp có đuôi txt rm -f *.txt và câu lệnh mkdir newfolder tạo một thư mục trống có tên 'newfolder' có thể được ghép nhau thành dãy câu có dạng rm -f *.txt; mkdir newfolder. Thứ tự thực hiện các câu lệnh thành phần sẽ đi từ trái sang phải.
- Điều kiện: Loại câu lệnh này dùng để chẻ nhánh dòng điều khiển của ngôn ngữ. Thường từ khóa hay được dùng nhất là "if", "else", và "else if". Ngoài ra, một số ngôn ngữ có thể dùng thêm dạng câu lệnh phân nhánh đặc biệt cho trường hợp có nhiều phân nhánh (thường từ khóa bắt đầu câu lệnh điều kiện kiểu này có thể là  "switch" hay là "case".)

Ví dụ: Trong Java hay C/C++, câu lệnh
 if (x==1) { y = x; }
 else { y = x + 3; }
là loại câu lệnh điều kiện
- Vòng lặp: Dùng để lặp lại các câu lệnh giống nhau cho các đối tưọng hay các biến trong một số hữu hạn lần. Từ khóa thường gặp nhất trong các ngôn ngữ là "for" và "while".

Ví dụ: Trong Java hay C/C++, câu lệnh
for (int n=1; n!=5; ++n) { value *= n }
sẽ lần lượt tính giá trị value = value * n làm 4 lần với các giá trị của biến n lần lượt là 1,2,3,4. Giá trị sau cùng nhận về của value sẽ là (value * 4!).
- Gọi loại lệnh này dùng để thực thi các hàm, các thủ tục, hay các macro đã được định nghĩa sẵn bởi các thư viện hay bởi người lập trình.

Ví dụ: Trong C/C++, câu lệnh printf("Hello, world!\n");
gọi hàm cho sẵn nhằm hiển thị dòng chữ
"Hello, world!<dấu xuống hàng>"
- Các định hướng dịch hay còn gọi là các chỉ thị tiền xử lý: Ngoài các thành tố trên, các nhà sản xuất các phần mềm dịch (đặc biệt là các trình dịch) còn có thể cung cấp thêm các dạng câu lệnh không trực tiếp tham gia vào việc tính toán trên các dữ liệu của chương trình nhưng lại trực tiếp điều khiển các dòng chuyển dịch mã ở thời điểm dịch cũng như là hướng dẫn các trình dịch cách xử lý, tìm nguồn mã bổ sung, cách dùng thư viện, hay các cài đặt đặc biệt cho một loại hệ điều hành hay cho một loại phần cứng nào đó. Các câu lệnh này có thể tùy thuộc vào nhà sản xuất phần mềm chuyển dịch cung cấp.

Ví dụ: Trong C/C++ các câu lệnh
#ifndef MY_LIB
#include "my_code.h"
#endif
sẽ kiểm tra nếu tên MY_LIB chưa được định nghĩa trước đây trong chương trình thì sẽ tiếp tục đọc tệp my_code.h (để nhận vào các định nghĩa, hay các khai báo có trong tệp my_code.h rồi tiếp tục dịch mã.)
- Chú giải Các câu lệnh loại này không tham gia vào bất kỳ hoạt động nào trong quá trình dịch nghĩa là các phần mềm dịch sẽ bỏ qua các dòng này. Tuy nhiên, các câu lệnh loại chú giải có giá trị văn bản. Người ta thường dùng chúng để ghi chú các kỹ thuật, các tính năng hay những điều cần nhớ để sau này khi đọc lại mã nguồn thì có thể hiểu được người lập trình đã làm gì.

Thí du: Trong Java, C/C++, PHP các câu chú giải có thể bắt đầu bởi dấu "//"
//hàm "SUM(n,r,m)" dùng để tính tổng số tiền có được khi gửi ngân hàng
// n=số tháng, r = lãi suất trong năm, m = vốn gửi ban đầu
sẽ là hai câu lệnh chú giải.
Lưu ý: để hiểu rõ hơn và sử dụng thuần thục các dạng câu lệnh thì người lập trình nên tham khảo các tài liệu giảng giải riêng về từng ngôn ngữ.

### Chương trình con và macro
- Một chương trình con (còn được gọi là hàm, thủ tục, hay thủ tục con) là một chuỗi mã để thực thi một thao tác đặc thù nào đó như là một phần của chương trình lớn hơn. Đây là các câu lệnh được nhóm vào một khối và được đặt tên và tên này tùy theo ngôn ngữ có thể được gán cho một kiểu dữ liệu. Những khối mã này có thể được tập trung lại làm thành các thư viện phần mềm. Các chương trình con có thể được gọi ra để thi hành (thường là qua tên của chương trình con đó). Điều này cho phép các chương trình dùng tới những chương trình con nhiều lần mà không cần phải lặp lại các khối mã giống nhau một khi đã hoàn tất việc viết mã cho các chương trình con đó chỉ một lần.

Trong một số ngôn ngữ, người ta lại phân biệt thành 2 kiểu chương trình con:
1. Hàm (function) dùng để chỉ các chương trình con nào có giá trị trả về (trong một kiểu dữ liệu nào đó) thông qua tên của hàm.
2. Thủ tục (subroutine) dùng để mô tả các chương trình con được thi hành và không có giá trị trả về.

Tuy nhiên, trong nhiều ngôn ngữ khác như C chẳng hạn thì không có sự phân biệt này và chỉ có một khái niệm hàm. Để mô tả các hàm không trả về giá trị (tương đương với khái niệm thủ tục) thì người ta có thể gán cho kiểu dữ liệu của hàm đó là void.
Lưu ý: trong các ngôn ngữ hướng đối tượng, mỗi một đối tượng hay một thực thể (instance), tùy theo quan điểm, có thể được xem là một chương trình con hay một biến vì bản thân nội tại của thực thể đó có chứa các phương thức và cả các dữ liệu có thể trả lời cho các lệnh gọi từ bên ngoài.
- macro được hiểu là tên viết tắt của một tập các câu lệnh. Như vậy, trong những chương trình có các khối câu lệnh giống nhau thì người ta có thể định nghĩa một macro cho khối đại diện và có thể dùng tên của macro này trong lúc viết mã thay vì phải viết cả khối câu lệnh mỗi lần khối này xuất hiện lặp lại. Một cách trừu tượng, thì macro là sự thay thế một dạng thức văn bản xác định bằng việc định nghĩa của một (hay một bộ) quy tắc. Trong quá trình dịch, các phần mềm dịch sẽ tự động thay các macro này trở lại bằng các mã mà nó viết tắt cho, rồi mới tiếp tục dịch. Như vậy, các mã này được điền trả lại trong thời gian dịch. Một số ngôn ngữ có thể cho các macro được phép khai báo và sử dụng tham số. Như vậy về vai trò macro giống hệt như các chương trình con.

Các điểm khác nhau quan trọng giữa một chương trình con và một macro bao gồm:
1. Mã của chương trình con vẫn được dịch và để riêng ra. Cho tới khi một chương trình con được gọi ở thời điểm thi hành, thì các mã đã dịch sẵn của chương trình con này mới được lắp vào dòng chạy của chương trình.
Trong khi đó, sau khi dịch, các macro sẽ không còn tồn tại. Trong chương trình đã được dịch, tại các vị trí có tên của macro thì các tên này được thay thế bằng khối mã (đã dịch) mà nó đại diện.
2. Cách viết mã dùng chương trình con sau khi dịch xong sẽ tạo thành các tập tin ngắn hơn so với cách viết dùng macro.
3. Ngược lại khi máy tính tải lên thì một phần mềm có cách dùng macro ít tốn tính toán của CPU hơn là phần mềm đó phát triển bằng phương pháp gọi các chương trình con.

### Biến, hằng, tham số, và đối số
- Một biến (variable) là một tên biểu thị cho một số lượng, một ký hiệu hay một đối tượng. Thêm vào đó, một biến sẽ được dành sẵn chỗ (phần của bộ nhớ) để chứa số lượng, ký hiệu hay đối tượng đó. Trong lúc chương trình được thi hành thì các biến của chương trình sẽ có thể thay đổi giá trị hoặc không thay đổi gì cả. Hơn nữa, một biến có thể bị thay đổi cả lượng bộ nhớ mà nó đang chiếm hữu (do người lập trình hay do phần mềm dịch ra lệnh). Trường hợp biến này không được gán giá trị hay có gán giá trị nhưng không được sử dụng vào các tính toán thì nó chỉ chiếm chỗ trong bộ nhớ một cách vô ích. Mỗi biến sẽ có tên của nó và có thể có kiểu xác định. Tùy theo ngôn ngữ, một biến có thể được khai báo ở vị trí nào đó trong mã nguồn và cũng tùy ngôn ngữ, tùy phần mềm dịch và cách thức lập trình mà một biến có thể được tạo nên (cùng với chỗ chứa) hay bị xóa bỏ tại một thời điểm nào đó trong lúc thực thi chương trình. Việc các biến bị xóa bỏ là để tiết kiệm bộ nhớ cũng như làm tốt hơn việc quản lý phần bộ nhớ mà đôi khi một chương trình chỉ được cấp bởi đăng ký với hệ điều hành.
Quá trình tồn tại của một biến gọi là đời sống của biến. Trong nhiều trường hợp đời sống của một biến chỉ xảy ra trong nội bộ một hàm, một thủ tục hay trong một khối mã.

- Một hằng (constant) là một giá trị số hay ký hiệu được gán cho một tên xác định. Khác với biến, hằng không bao giờ thay đổi giá trị. Vì lý do tiện lợi trong việc viết mã, thường đời sống của một hằng lâu dài hơn một biến và có khi nó tồn tại trong suốt toàn bộ thời gian thi hành của chương trình. Trong nhiều trường hợp hằng có thể được xác định kiểu hay không. (C++ là ngôn ngữ cho phép có cả hai cách định nghĩa hằng có kiểu hay không có kiểu và câu lệnh để tạo ra hai loại này là hoàn toàn khác nhau). Nếu một biến hoàn toàn không thay đổi giá trị của nó trong mọi tình huống thì vai trò của biến này tương đương với một hằng.

- Khác với biến, tham số (parameter) cũng là các tên được các chương trình con hay macro dùng để tính toán. Khi được gọi thì chương trình con, hay macro sẽ đòi hỏi các tên này phải được gán giá trị cụ thể trước khi tiến hành tính toán.

- Các giá trị được gán lên cho các tham số để một chương trình con hay macro thi hành gọi là các đối số (argument). Một cách đơn giản, các đối số là các giá trị thông tin hay dữ liệu cung cấp cho các chương trình con hay macro trước khi tính toán.

Các tham số giống biến ở chỗ chúng thường có kiểu xác định. Bên trong chương trình con, hay macro, các tham số thường đóng vai trò của hằng nhưng trong nhiều trường hợp khác chúng vẫn có thể hoạt động như các biến và điều này cũng phụ thuộc vào các đặc tính của mỗi ngôn ngữ.
Nếu nhìn toàn bộ chương trình như một hàm lớn thì tham số của hàm này gọi là tham số của chương trình và các tham số của chương trình này có thể tương tác với các chương trình khác và ngược lại. Một cách đơn giản thì tham số là các dữ liệu truyền đi giữa các chương trình hay các hàm, thủ tục hay macro.

### Từ vựng quy ước
Từ vựng quy ước là những dãy các ký tự hay ký hiệu (thường tạo thành các chữ có ý nghĩa) nối nhau và được một ngôn ngữ cho sử dụng như là tên, giá trị hay một luật nào đó. Người viết mã nên tránh sử dụng các từ quy ước này vào việc đặt tên (cho các biến, hàm, hay các đối tượng khác) để tránh không gây ra các lỗi dạng ambiguity (nghĩa là từ dùng có nhiều nghĩa khiến cho phần mềm dịch không biết phải chọn cách nào). Tuy nhiên, tuỳ theo từng trường hợp mà một tên mới đặt ra trùng với các tên đã quy định có được chấp nhận hay không và việc chấp nhận này sẽ có hiệu ứng phụ gì.

Thí dụ
Trong C thì việc viết #define MYVALUE 10; thì dãy ký tự "#define" sẽ là một từ vựng quy ước (thuộc về câu lệnh dạng định nghĩa)
Trong C/C++ nếu dùng từ int để khai báo như là tên của một biến chẳng hạn như unsigned int; thì lập tức khai báo này sẽ bị trình dịch bắt lỗi.

#### Từ khóa

Công cụ tô màu cú pháp (syntax highlighting) dùng màu sắc để giúp lập trình viên thấy nhiệm vụ của các từ khóa, số, và dòng chú thích (comment) trong mã nguồn. Chương trình này được viết trong ngôn ngữ Python, nó tính ra thể tích của hình nón.

Từ khóa trong ngôn ngữ lập trình là các từ hay ký hiệu mà đã được ngôn ngữ đó gán cho một ý nghĩa xác định. Người lập trình sẽ không được phép dùng lại các từ khóa này dưới một ý nghĩa khác. Thường các từ khóa này được ngôn ngữ xác định dùng trong các kiểu dữ liệu cơ bản hay trong các dòng điều khiển. Ví dụ một số từ khóa trong C và C++: auto, float, return, char, if else, static, void...

#### Các tên chuẩn hay tên cho trước
Ngoài các từ khóa, một ngôn ngữ lập trình còn có khối lượng khá lớn các tên đã được định nghĩa hay được gán cho các ý nghĩa chuyên biệt gọi là các tên chuẩn. Các tên này có thể được dùng lại cho một ý nghĩa khác tùy theo người viết mã. Trong nhiều trường hợp sẽ phải có một cơ chế gọi để phân biệt là người lập trình muốn ám chỉ các tên đã bị tái dụng này dưới ý nghĩa nguyên thủy hay dưới ý nghĩa mới. Thường các tên được phép định nghĩa lại nằm trong hai loại chính là:
1. Các hàm hay thủ tục chuẩn.
2. Các biến toàn cục (global)

Ví dụ 
Trong C thì sin là tên của một hàm tính giá trị sin (trong thư viện math.h) nhưng người lập trình hoàn toàn có thể định nghĩa lại hàm này để cho nó có chức năng khác.
Trong văn lệnh BASH thì biến toàn cục $PATH có thể được định nghĩa lại để dùng như là một biến địa phương.

#### Các ký hiệu
Trong mỗi ngôn ngữ đều cung cấp một hệ thống ký hiệu hay ký tự có ý nghĩa riêng. Tùy theo ngôn ngữ mà các ký hiệu này được phép định nghĩa lại hay không. Những ký hiệu được dùng trong hai trường hợp thường thấy nhất là
1. Dùng để chỉ các phép toán.
2. Dùng trong cú pháp. Trường hợp này thì các ký hiệu này giữ vai trò tương tự như các dấu chấm câu trong các ngôn ngữ tự nhiên.

Ví dụ:
Trong C/C++/Java/PHP thì các dấu ký hiệu '+', '-', '*', '/', '=' được dùng trong các phép toán theo thứ tự là cộng, trừ, nhân, chia và phép toán gán giá trị.
Trong C thì các dấu '+', '-', '*', '/',... là không thể dùng lại cho ý nghĩa khác. Trong khi đó nếu dùng C++ thì người lập trình hoàn toàn có khả năng định nghĩa chúng lại thành những phép toán mới theo ý riêng và áp dụng cho các đối tượng mà người lập trình mong muốn (chẳng hạn như dùng phương pháp "quá tải toán tử").
Trong C, C++, PHP, Perl, Java và Pascal thì kết thúc các câu lệnh đơn giản thường bắt buộc phải dùng dấu ';'. Và điều này thì không nhất thiết nếu dùng văn lệnh BASH. Dấu ';' này giữ vai trò tương tự như dấu '.' trong Việt ngữ hay Anh ngữ. (Có điều là đại đa số các ngôn ngữ lập trình sẽ tuyệt đối không cho phép việc viết sai cú pháp.)

### Các luật cấm và ngoại lệ
Mỗi ngôn ngữ, do hạn chế của môi trường và bản thân ngôn ngữ cũng như do mục tiêu sử dụng, có thể có một số luật cấm mà người lập trình không thể vi phạm. Những luật cấm này có thể có những cách xử lý khác nhau như là:
- Nhiều ngôn ngữ cho phép dùng các câu lệnh đặc biệt để lập trình viên có toàn quyền xử lý lỗi và thường được gọi là ngoại lệ (hay exception). Những ngoại lệ này nếu không xử lý đúng mức sẽ có thể gây ra những sai sót trong thời gian thi hành hay ngay cả trong thời gian dịch. Dĩ nhiên, người viết mã có thể tùy theo tình huống mà viết các câu lệnh rẽ nhánh tránh không để cho mã vi phạm các lỗi. Hay là dùng các câu lệnh xử lý các ngoại lệ này.
- Một số ngôn ngữ không cung cấp khả năng xử lý ngoại lệ thì người viết mã buộc phải tự mình phán đoán hết các tình huống có thể vi phạm lỗi và dùng câu lệnh điều kiện để loại trừ.

Các loại lỗi về ngôn ngữ khi lập trình thường xảy ra là

#### Lỗi cú pháp
- Vi phạm khi đặt hay gọi tên biến và hàm: Lỗi loại này thường rất dễ tìm ra trong lúc phát triển mã. Thường người ta có thể đọc lại các bảng tham chiếu về ngôn ngữ để tránh sai cú pháp mẫu (prototype) của hàm hay tránh dùng các ký tự đặc biệt bị cấm không cho dùng trong khi đặt tên. Trong không ít trường hợp người lập trình có thể đã định nghĩa cùng một tên cho nhiều hơn một đối tượng khác nhau và lại có giá trị toàn cục. Trong nhiều trường hợp chúng tạo thành lỗi ý nghĩa.
- Lỗi chính tả: người viết mã có thể viết hay gọi sai tên hàm, tên biến. Trong nhiều ngôn ngữ có kiểu tĩnh thì các lỗi này sẽ rất dễ bị phát hiện. Còn đối với ngôn ngữ có kiểu động hay có kiểu yếu thì nó có thể dẫn đến sai sót nghiêm trọng vì bản thân phần mềm dịch không hề phát hiện ra.
- Vượt quá khả năng tính toán: Bản thân máy tính và hệ điều hành cũng có rất nhiều giới hạn về phần cứng, phần mềm và các đặc điểm chuyên biệt. Khi người lập trình yêu cầu máy làm quá khả năng sẽ gây ra các lỗi mà đôi khi không xác định được như
  - Lỗi thời gian (timing error) thường thấy trong các hệ thống đa luồng hay đa nhiệm.
  - Lỗi chia cho 0: Bản thân phần cứng máy tính sẽ ở trạng thái bất định khi thực hiện phép chia cho 0; trong nhiều trường hợp, mã sau khi dịch mới phát hiện ra trong lúc thi hành và được đặt tên là lỗi division by 0.
  - Dùng hay gọi tới các địa chỉ hay các thiết bị mà bản thân máy hay hệ điều hành đang thực thi lại không có hay không thể đạt tới. Đây là trường hợp rất khó lường. Bởi vì thường người lập trình có thể viết mã trên một máy nhưng lại cho thi hành trong các máy khác và các máy này lại không thỏa mãn các yêu cầu. Để giảm trừ các lỗi loại này thường người lập trình nên xác định trước các điều kiện mà phần mềm làm ra sẽ hỗ trợ.

Ví dụ: trong nhiều phần mềm ngày nay ở trong vỏ hộp đều được ghi rõ các yêu cầu về vận tốc, bộ nhớ tối thiểu, và quan trọng là hệ điều hành nào mà phần mềm đó hỗ trợ.
- Gán sai dữ liệu: Tức là dùng một dữ liệu có kiểu khác với kiểu của biến để gán cho biến đó một cách không chủ ý. Đối với các ngôn ngữ tĩnh hay có kiểu mạnh thì lỗi này dễ tìm thấy hơn. Còn những ngôn ngữ động hay ngôn ngữ có kiểu yếu thì lỗi tạo ra sẽ có thể khó phát hiện và thường xảy ra lúc thi hành.
- Các lỗi biên: Lỗi biên thường xảy ra khi người viết mã không chú ý đến các giá trị ở biên của các biến, các hàm. Những lỗi để thấy có thể là:
  - Gán giá trị của một số (hay một chuỗi) lên một biến mà nó vượt ngoài sự cho phép của định nghĩa.
Ví dụ: Gán một giá trị lớn hơn 255 cho một biến có kiểu là short trong ngôn ngữ C
  - Tạo nên các lỗi khi biến chạy trong vòng lặp đạt giá trị ở biên.
Ví dụ: đoạn mã C/C++ sau đây sẽ gây ra lỗi biên—Chia cho 0

 for (m=10; m >= 0, m--) {
 x= 8+ 2/m; }

#### Lỗi ý nghĩa
- Lỗi về quản lý bộ nhớ. Trong nhiều loại ngôn ngữ người lập trình có thể xin đăng ký một lượng nào đó của bộ nhớ để dùng làm chỗ chứa giá trị cho một biến (một hàm hay một đối tượng). Thường thì sau khi dùng xong người viết mã phải có phần lệnh trả về các phần bộ nhớ mà nó đã đăng ký dùng. Nếu không, sự trả về này chỉ xảy ra ở giai đoạn kết thúc việc thi hành. Trong nhiều trường hợp, số lượng bộ nhớ xin đăng ký quá nhiều và không được dùng đúng chỗ có thể làm cho máy kiệt quệ về mặt tài nguyên bộ nhớ và gây ra treo máy. Điển hình nhất là việc xin đăng ký các phần của bộ nhớ trong các vòng lặp lớn để gán cho các đối tượng bên trong vòng lặp nhưng không trả về sau khi sử dụng. Người ta thường gọi lỗi kiểu này là lỗi rò rỉ bộ nhớ (memory leaking).
- Sai sót trong thuật toán: Trước khi viết một chương trình, để giảm thiểu sai sót về mặt lập luận thì người ta có nhiều biện pháp để làm giảm lỗi trong đó có các phương pháp vẽ lưu đồ, vẽ sơ đồ khối, hay viết mã giả. Những biện pháp này nhằm tạo nên các thuật toán để giải quyết vấn đề. Tuy nhiên, một thuật toán không chặt chẽ, xử lý không rốt ráo mọi trường hợp có thể xảy ra, không dự đoán được sự thay đổi trong lúc thi hành thì có thể tạo nên các lỗi và các lỗi này thường khó thấy bởi vì nó chỉ xảy ra ở những chỗ, những thời điểm mà người lập trình không ngờ trước. Một trong những phương pháp đơn giản làm giảm thiểu lỗi thuật toán là phải chú ý xử lý mọi tình huống khi dùng câu lệnh điều kiện (hay chẻ nhánh) mặc dù có thể có các trường hợp tưởng như hiển nhiên.
- Lỗi về lập luận: Đây có thể xem là trường hợp đặc biệt của sai sót trong thuật toán. Trong các biểu thức tính giá trị, đôi khi không quen dùng đại số Bool (nhất là khi dùng luật De Morgan để phủ định một biểu thức phức tạp) nên người lập trình có thể tính toán sai, hay định nghĩa sai các phép toán. Do đó, giá trị trả về của các biểu thức logic hay biểu thức nhị phân sẽ bị sai trong một vài trường hợp hay toàn bộ biểu thức. Trong những tình huống như vậy phần mềm dịch sẽ không thể nào phát hiện ra cho đến khi chương trình được thi hành và lọt vào tình huống tính sai của người lập trình.

## Các thành tố đặc trưng của ngôn ngữ OOP
OOP là chữ viết tắt của Object Oriented Programming có nghĩa là Lập trình hướng đối tượng được phát minh năm 1965 bởi Ole-Johan Dahl và Kristen Nygaard trong ngôn ngữ Simula. So với phương pháp lập trình cổ điển, thì triết lý chính bên trong loại ngôn ngữ loại này là để tái dụng các khối mã nguồn và cung ứng cho các khối này một khả năng mới: chúng có thể có các hàm (gọi là các phương thức) và các dữ liệu (gọi là thuộc tính) nội tại. Khối mã như vậy được gọi là đối tượng. Các đối tượng thì độc lập với môi trường và có khả năng trả lời với yêu cầu bên ngoài tùy theo thiết kế của người lập trình. Với cách xây dựng này, mỗi đối tượng sẽ tương đương với một chương trình riêng có nhiều đặc tính mới mà quan trọng nhất là tính đa hình, tính đóng, tính trừu tượng và tính thừa kế.

### Thừa kế
Đây là đặc tính cho phép tạo các đối tượng mới từ đối tượng ban đầu và lại có thể có thêm những đặc tính riêng mà đối tượng ban đầu không có. Cơ chế này cho phép người lập trình có thể tái sử dụng mã nguồn cũ và phát triển mã nguồn mới bằng cách tạo ra các đối tượng mới thừa kế đối tượng ban đầu.

### Đa hình
Tính đa hình được thể hiện trong lập trình hướng đối tượng rất đặc biệt. Người lập trình có thể định nghĩa một thuộc tính (chẳng hạn thông qua tên của các phương thức) cho một loạt các đối tượng gần nhau nhưng khi thi hành thì dùng cùng một tên gọi mà sự thi hành của mỗi đối tượng sẽ tự động xảy ra tương ứng theo từng đối tượng không bị nhầm lẫn.
Ví dụ: khi định nghĩa hai đối tượng "hinh_vuong" và "hinh_tron" thì có một phương thức chung là "chu_vi". Khi gọi phương thức này thì nếu đối tượng là "hinh_vuong" nó sẽ tính theo công thức khác với khi đối tượng là "hinh_tron".

### Trừu tượng
Đặc tính này cho phép xác định một đối tượng trừu tượng, nghĩa là đối tượng đó có thể có một số đặc điểm chung cho nhiều đối tượng nhưng bản thân đối tượng này có thể không có các biện pháp thi hành.
Ví dụ: người lập trình có thể định nghĩa đối tượng "hinh" hoàn toàn trừu tượng không có đặc tính mà chỉ có các phương thức được đặt tên chẳng hạn như "chu_vi", "dien_tich". Để thực thi thì người lập trình buộc phải định nghĩa thêm các đối tượng cụ thể chẳng hạn định nghĩa "hinh_tron" và "hinh_vuon

### Đóng gói
Tính đóng gói ở đây dược hiểu là các dữ liệu (thuộc tính) và các hàm (phương thức) bên trong của mỗi đối tượng sẽ không cho phép người gọi dùng hay thay đổi một cách tự do mà chỉ có thể tương tác với đối tượng đó qua các phương thức được người lập trình cho phép. Tính đóng gói ở đây có thể so sánh với khái niệm "hộp đen", nghĩa là người ta có thể thấy các hành vi của đối tượng tùy theo yêu cầu của môi trường nhưng lại không thể biết được bộ máy bên trong thi hành ra sao.

## Một số thành tố thường thấy khác của một ngôn ngữ lập trình hiện đại
Nhiều ngôn ngữ lập trình hiện đại, nhất là các ngôn ngữ viết cho Windows, thường có cung cấp thêm một số lượng rất lớn các thư viện bao gồm nhiều hàm để hỗ trợ giao diện người dùng và các thiết bị đầu cuối.

### Giao diện đồ họa
Các ngôn ngữ chuẩn thường không đề cập tới sự cung cấp thư viện giúp cho việc thiết lập giao diện đồ họa (graphic interface). Nhưng hầu hết trong các ngôn ngữ hiện đại mà nhà sản xuất cung cấp cho các hệ điều hành đều có thêm thư viện các hàm và các biến toàn cục có thể dùng để nhanh chóng viết mã có giao diện phù hợp.
Ví dụ như GDK (cho Linux), Java (cho mọi hệ), Visual C/C++/C# (cho Windows),... Và các thư viện này ngày nay đã trở thành các thành tố không thể thiếu cho người lập trình.

### Điều khiển theo sự kiện
Tương tự trên, triết lý đằng sau của việc điều khiển theo sự kiện là để hỗ trợ cho việc đồng bộ sử dụng cùng lúc nhiều thiết bị đầu cuối như là chuột, bàn phím, máy in,... Việc nhận một mệnh lệnh từ chuột hay từ bàn phím phải được lập tức đồng bộ và thay đổi giao diện tức thời để cập nhật hoá.

### Thời gian thực
Bản thân một ngôn ngữ sẽ không nói rõ là có hỗ trợ cho tính năng này hay không. Phản ứng và cập nhật dữ liệu theo thời gian thực là một hướng phát triển nhằm đáp ứng các nhu cầu đồng bộ hoá nhanh dữ liệu mà chúng có thể chia sẻ cho nhiều nơi hay là để thỏa mãn nhu cầu cần thiết đồng bộ hóa dữ liệu của các dịch vụ (ngân hàng, hàng không và quân sự chẳng hạn).

### Hỗ trợ hệ điều hành
Ngoài các hỗ trợ cho các giao diện thì ngày nay hầu hết các hệ điều hành (Linux/UNIX, Netware và Windows) đều có khả năng đa luồng (multithreading) hay đa nhiệm (multitasking). Những khả năng này nâng cao hiệu quả của máy tính. Các ngôn ngữ, do đó thường có thêm các hàm, thủ tục hay các biến cho phép người lập trình tận dụng chúng. Việc viết mã cho kiến trúc đa luồng và đa nhiệm không đơn giản như viết mã cho các hệ thống thông thường. Người lập trình ngoài kỹ năng viết mã, còn phải luyện tập cách xử lý và đồng bộ nhiều thao tác được thi hành đồng thời trong một chương trình mà không gây ra ách tắc hay vi phạm các nguyên tắc quản lý bộ nhớ hay các quy tắc lập trình theo đa luồng hay đa nhiệm.
Lưu ý: Hầu hết các hệ điều hành hỗ trợ kiến trúc đa luồng hay đa nhiệm đều có khả năng thực thi những chương trình được tạo ra từ mã viết theo kiểu thông thường mà không đá động tới các chức năng đa luồng hay đa nhiệm. Điểm khác nhau là khi không dùng tới các ưu điểm đa luồng hay đa nhiệm thì chương trình đó sẽ không tận dụng được ưu thế phần cứng và phần mềm hỗ trợ (thường thì chương trình đó chạy chậm hơn).

## Phương ngữ và triển khai
Một phương ngữ (tiếng Anh: dialect) của một ngôn ngữ lập trình hay ngôn ngữ trao đổi dữ liệu là một biến thể (tương đổi nhỏ) hay phần mở rộng của ngôn ngữ đó mà không làm thay đổi bản chất bên trong của nó.